# Count Your Blessings (álbum)
Count Your Blessings es el álbum debut de estudio de la banda de metalcore Bring Me the Horizon, seguida del primer álbum This Is What the Edge of Your Seat Was Made For. Salió a la venta el 30 de octubre de 2006 en tiendas de todo el Reino Unido, y el 14 de agosto de 2007 en América. Count Your Blessings fue respaldado por el lanzamiento de videos musicales para dos de las pistas del álbum: "Pray for Plagues" el 4 de junio de 2007 y "For Stevie Wonder's Eyes". Only (Braille) "el 6 de marzo de 2008.
Llamada así por una letra en la canción de apertura del álbum "Pray for Plagues", Count Your Blessings es representativa del sonido de deathcore temprano de la banda, que se eliminó gradualmente en lanzamientos posteriores y finalmente se abandonó en favor de otros estilos menos agresivos. Los miembros de la banda eran jóvenes cuando grabaron el álbum, y tanto la banda como sus fanáticos lo han descartado más adelante en su carrera como inferior a su material posterior; comenzó en 2008, cuando el guitarrista Lee Malia ya criticaba la calidad del álbum. La mayoría de las canciones en el disco desaparecieron rápidamente de las listas de canciones en vivo de la banda. La mayoría de los miembros de la banda grabaron sus partes individualmente, en lugar de que el grupo lo hiciera en conjunto, y se culpó a la ubicación central del estudio por distraer a los jóvenes músicos. El álbum recibió algunas críticas negativas, y las principales quejas giraron en torno a la originalidad musical, aunque aún alcanzó el número 93 de la lista de álbumes del Reino Unido.

## Lista de canciones
| N.º | Título                                             | Duración |  |
| 1.  | «Pray for Plagues»                                 | 4:21     |  |
| 2.  | «Tell Slater Not to Wash His Dick»                 | 3:30     |  |
| 3.  | «For Stevie Wonder's Eyes Only (Braille)»          | 4:29     |  |
| 4.  | «A Lot Like Vegas»                                 | 2:09     |  |
| 5.  | «Black & Blue»                                     | 4:33     |  |
| 6.  | «Slow Dance (Instrumental)»                        | 1:16     |  |
| 7.  | «Liquor & Love Lost»                               | 2:39     |  |
| 8.  | «(I Used to Make Out With) Medusa»                 | 5:38     |  |
| 9.  | «Fifteen Fathoms, Counting (Instrumental)»         | 1:57     |  |
| 10. | «Off the Heezay»                                   | 5:33     |  |
| 11. | «Eyeless (Slipknot cover) (Hot Topic Bonus Track)» | 4:04     |  |

## Créditos y personal
| Bring Me the Horizon - Oliver Sykes: voz, programación - Matt Kean: bajo - Matt Nicholls: batería - Curtis Ward: guitarra rítmica - Lee Malia: guitarra líder | Producción - Dan Sprigg - Productor |

## Posicionamiento en listas
| Listas (2006)                        | Mejor posición |
| ------------------------------------ | -------------- |
| Reino Unido (UK Albums Chart)        | 92             |
| Reino Unido (UK Rock & Metal Albums) | 9              |